# Ponjavići
Ponjavići är en ort i Bosnien och Hercegovina.   Den ligger i entiteten Federationen Bosnien och Hercegovina, i den centrala delen av landet, 80 km väster om huvudstaden Sarajevo. Ponjavići ligger 609 meter över havet och antalet invånare är 343.
Terrängen runt Ponjavići är huvudsakligen kuperad, men åt sydost är den platt. Närmaste större samhälle är Bugojno, 10,0 km sydost om Ponjavići. 
Omgivningarna runt Ponjavići är en mosaik av jordbruksmark och naturlig växtlighet. Runt Ponjavići är det ganska tätbefolkat, med 93 invånare per kvadratkilometer.